# Felipe Ríos
Felipe Ríos (* 4. März 1992 in Viña del Mar) ist ein ehemaliger chilenischer Tennisspieler.

## Karriere
Ríos spielte von 2007 bis 2010 auf der ITF Junior Tour und erreichte auf dieser mit Rang 170 sein bestes Ergebnis.
Nach wenigen Matches bei den Profis bis 2011 bekam er beim Heimturnier in Santiago eine Wildcard für das Hauptfeld der Einzelkonkurrenz. Dort war er gegen Rui Machado jedoch auf verlorenem Posten und verlor bei nur zwei Spielgewinnen. In den Jahren 2011 bis Mitte 2013 spielte er relativ regelmäßig und fast ausschließlich auf der drittklassigen ITF Future Tour und gewann auf dieser im Doppel einen Titel. Im Einzel erreichte er einmal ein Finale. In diesen Jahren schaffte er es auch jedes Mal sich in der Weltrangliste zu platzieren, wo er mit einem Platz innerhalb der Top 750 im Einzel und Doppel jeweils Mitte 2013 am höchsten stand.
Von 2013 bis 2016 absolvierte er ein Studium an der Baylor University in den Vereinigten Staaten, wo er einen Major in Finance machte und auch College Tennis spielte. Ab Beginn seines Studiums und auch nach Beendigung spielte er fast keine Turniere mehr.